# Chóst
Chóst (paštunsky د خوست ښار‎, persky شهر خوست‎) je město ve východním Afghánistánu, blízko hranic s Pákistánem. Je hlavním městem stejnojmenné provincie a nachází se v něm univerzita.
Během Sovětské války v Afghánistánu byl Chóst více než osm let obležen vojsky mudžáhidů. Obležení bylo uvolněno až v důsledku jedné z nejvýznamnějších vojenských operací Sovětské armády na území Afghánistánu - Operace Magistrála.
Od května 2007 využívá letiště v Chóstu Armáda Spojených států v rámci Operace Trvalá svoboda.